# 国鉄タキ26000形貨車
国鉄タキ26000形貨車（こくてつタキ26000がたかしゃ）は、かつて日本国有鉄道（国鉄）及び1987年（昭和62年）4月の国鉄分割民営化後は日本貨物鉄道（JR貨物）に在籍した私有貨車（タンク車）である。

## 概要
本形式は、亜硫酸ソーダ液専用の35t 積タンク車として1975年（昭和50年）4月14日に1ロット9両（コタキ26000 - コタキ26008）が、富士重工業の1社のみで製作された。
記号番号表記は特殊標記符号「コ」（全長 12 m 以下）を前置し「コタキ」と標記する。
所有者は、全車日本石油輸送でありその常備駅は日豊本線の鶴崎駅である。その後常備駅は、名古屋南港駅を経て郡山駅へ移動になった。
本形式の他に亜硫酸ソーダ液を専用種別とする形式はタキ18200形（9両）、タキ20100形（30両）の2形式がある。タキ18200形は全車日本石油輸送所有車であり、1975年（昭和50年）4月より7月にかけて廃車になり形式消滅した。本形式はタキ18200形の次級に当たる。
1979年（昭和54年）10月より化成品分類番号「毒61」（毒性の物質、毒性物質、危険性度合2（中））が標記された。
1980年（昭和55年）3月31日に専用種別がニトロベンゼンに変更され、更に1995年（平成7年）6月に5両（コタキ26000 - コタキ26002、コタキ26004、 コタキ26005）が、青化ソーダ液へと変更した。
タンク体材質は、ステンレス鋼製であり、荷役方式は、マンホールからの上入れ、液出管と空気管使用による上出し方式である。液出管と空気管はS字管を装備している。
全長は11,400mm、全幅は2,560mm、全高は3,841mm、台車中心間距離は7,300mm、容積は29.4m3、自重は16.9t、換算両数は積車5.0、空車1.6である。
1987年（昭和62年）4月の国鉄分割民営化時には全車（9両）の車籍がJR貨物に継承されたが、2008年（平成20年）度に最後まで在籍した2両（コタキ26007、 コタキ26008）が廃車となり同時に形式消滅となった。